# Kruszari (gmina)
Kruszari (bułg. Община Крушари) – gmina w północno-wschodniej Bułgarii, w obwodzie Dobricz.

## Miejscowości
Miejscowości wchodzące w skład gminy Kruszari:
- Abrit (bułg.: Aбрит),
- Aleksandrija (bułg.: Aлександрия),
- Bistrec (bułg.: Бистрец),
- Dobrin (bułg.: Добрин),
- Efrejtor Bakałowo (bułg.: Ефрейтор Бакалово),
- Gaber (bułg.: Габер),
- Kapitan Dimitrowo (bułg.: Капитан Димитрово),
- Koriten (bułg.: Коритен),
- Kruszari (bułg.: Крушари) – siedziba gminy,
- Łozenec (bułg.: Лозенец),
- Ognjanowo (bułg.: Огняново),
- Połkownik Djakowo (bułg.: Полковник Дяково),
- Poruczik Kyrdżiewo (bułg.: Поручик Кърджиево),
- Sewerci (bułg.: Северци),
- Sewernjak (bułg.: Северняк),
- Telerig (bułg.: Телериг),
- Zagorci (bułg.: Загорци),
- Zemenci (bułg.: Земенци),
- Zimnica (bułg.: Зимница).